# فلای‌وان آرمنیا
فلای‌وان آرمنیا (انگلیسی: FLYONE ARMENIA) در سال ۲۰۲۱ تأسیس شد. این شرکت هواپیمایی گواهینامه AOC را در ۲۷ اکتبر سال ۲۰۲۱ دریافت کرد. این ایرلاین به زودی فروش بلیت را آغاز کرده و قصد دارد از فرودگاه بین‌المللی زوارتنوتس ایروان پرواز کند. اطلاعات در مورد جدول زمانی و مسیرها در www.flyone.am یا گوگل پلی یا در اپل‌استور از طریق برنامه تلفن همراه در دسترس خواهد بود.

## مقصدها
| کشور              | شهر       | فرودگاه                            | یادداشت | منابع |
| ----------------- | --------- | ---------------------------------- | ------- | ----- |
| ارمنستان          | ایروان    | فرودگاه بین‌المللی زوارتنوتس        | مبدأ    |       |
| فرانسه            | پاریس     | فرودگاه شارل دوگل پاریس            |         |       |
| فرانسه            | لیون      | فرودگاه لیون-سنت‌اگزوپری            |         |       |
| گرجستان           | کوتائیسی  | فرودگاه بین‌المللی کوتائیسی         |         |       |
| گرجستان           | تفلیس     | فرودگاه بین‌المللی تفلیس            |         |       |
| ایران             | تهران     | فرودگاه بین‌المللی امام خمینی       |         |       |
| اسرائیل           | تل‌آویو    | فرودگاه بین‌المللی بن گوریون        |         |       |
| لبنان             | بیروت     | فرودگاه بین‌المللی رفیق حریری بیروت |         |       |
| مولداوی           | کیشیناو   | فرودگاه بین‌المللی کیشیناو          |         |       |
| روسیه             | کراسنودار | فرودگاه پاشکوفسکی                  |         |       |
| روسیه             | مسکو      | فرودگاه بین‌المللی ونوکووا          |         |       |
| روسیه             | سوچی      | فرودگاه بین‌المللی سوچی             |         |       |
| ترکیه             | استانبول  | فرودگاه جدید استانبول              |         |       |
| اوکراین           | کی‌یف      | فرودگاه بین‌المللی بوریسپیل         |         |       |
| امارات متحده عربی | دوبی      | فرودگاه بین‌المللی دوبی             |         |       |